# Comando della squadra aerea
Il Comando della squadra aerea (CSA) è stato costituito il 1º marzo 1999, inizialmente con sede presso l'aeroporto "Francesco Baracca" di Roma - Centocelle, salvo poi trasferirsi l'11 aprile 2014 nell'attuale sede di Roma Palazzo Aeronautica, sede dello stato maggiore dell'Aeronautica Militare

## Missione
Il CSA è il Comando aeronautico incaricato di "addestrare, predisporre ed approntare forze di elevata qualità e spiccate abilità C6ISTAR-EW, innovando continuamente e integrando a livello interforze, interagenzia e multinazionale la migliore capacità operativa esprimibile. Proiettare ed impiegare in modo agile, adattivo ed efficace il Potere Aerospaziale in operazioni per realizzare la Mission dell'A.M. nel servire il Paese.
Per tale scopo il CSA ha il compito di gestire i reparti e le unità operative periferiche della forza armata (comandi intermedi, brigate, stormi, aeroporti militari, reparti di addestramento, gruppi di volo, gruppi radar) e di mantenerne la prontezza di impiego e di intervento, allo scopo di garantire la sicurezza dello spazio aereo nazionale.
La forza organica gestita dal Comando è pari a circa 19.000 uomini e donne, impegnati in 94 tra omandi, reparti ed enti addestrativi e/o operativi, distribuiti su tutto il territorio nazionale. La dotazione del Comando nel suo complesso è di circa 250 velivoli.
Fino al 2010, il compito di impiegare le forze era devoluto al Comando Operativo delle Forze Aeree (COFA), oggi soppresso. Il CSA gestisce anche direttamente il Servizio meteorologico dell'Aeronautica Militare.

## Organigramma
Il Comando Squadra Aerea (CSA) dipende direttamente dal capo di stato maggiore dell'Aeronautica Militare ed è strutturato come segue:
dal comandante della Squadra Aerea dipendono le seguenti articolazioni:
- Segreteria Particolare
- Presidente dei Sottufficiali, Graduati e Militari di Truppa
- Sezione Pubblica Informazione e Comunicazione
- Ufficio Sicurezza Volo
- Ufficio Generale del Comandante la Squadra Aerea
  - Ufficio Personale
  - Ufficio Comando
- Stato Maggiore del CSA
  - Vice Capo di S.M.
    - Sala Situazioni di Vertice
    - Ufficio Coordinamento Operazioni

  - Ufficio del Capo di S.M.
  - Ufficio Logistica e C.I.S.
  - Ufficio Risorse Finanziarie
  - Ufficio Supporti Sistemi d'Arma
  - Ufficio Addestramento
  - Ufficio Spazio Aereo
  - Ufficio Risorse Umane e Ordinamento
  - Ufficio Programmi/Progetti e Sistema di Gestione della Qualità
  - Ufficio ISTAR-EW
  - Ufficio Forze di Protezione Speciali
  - Ufficio Meteo

## Reparti operativi dipendenti
Dal CSA dipendono 5 Comandi Intermedi:

### Comando Operazioni Aerospaziali
Il Comando operazioni aerospaziali (COA) è basato a Poggio Renatico ed è subordinato al CSA dal 1º gennaio 2011. Da esso dipendono:
- Brigata Controllo Aerospazio
- il Reparto preparazione operazioni, col comando JFACC (Joint Force Air Component Command, comando della componente aerea delle forze combinate) e l'AOTC (Air Ops Training Centre, centro di addestramento delle operazioni aeree);
- l'Italian Air Operation Centre (IT-AOC), ossia il centro operazioni aeree nazionale;
- Reparto Difesa aerea missilistica integrata (ReDAMI), da cui dipendono a loro volta:
  - il Gruppo riporto e controllo difesa aerea di Poggio Renatico;
  - il 22º Gruppo radar di Licola[2]
- il Reparto servizi coordinamento e controllo dell'AM (RSCCAM) di Ciampino;
- il Reparto mobile comando e controllo (RMCC) di Bari;
- il Reparto supporto e servizi generali di Poggio Renatico;
- il Comando alternato per le operazioni aeree (ARS) di Licola;
- la R.A.M.I. (Rappresentanza aeronautica militare) presso il Comando della difesa aerea e delle operazioni aeree (CDAOA) francese di Parigi.

### Comando Forze da Combattimento
Il Comando delle forze da combattimento (CFC) è basato a Milano, presso il Comando prima regione aerea. Da esso dipendono:
- il 2º Stormo di Rivolto (servizi aeroportuali - operatività missilistica);
- i Reparti di caccia intercettori per la difesa aerea e il controllo dello spazio aereo:
  - il 4º Stormo di Grosseto (Eurofighter Typhoon);
  - il 36º Stormo di Gioia del Colle (Eurofighter Typhoon);
  - il 37º Stormo di Trapani-Birgi (che ha alle dipendenze i distaccamenti aeronautici di Pantelleria e Lampedusa) (Eurofighter Typhoon);
  - il 32º Stormo di Amendola (F-35);
  - il 51º Stormo di Istrana (Eurofighter Typhoon);
- i reparti di cacciabombardieri e ricognitori:
  - il 6º Stormo di Ghedi (Panavia Tornado: attacco, ricognizione, supporto);
  - il 32º Stormo di Amendola (APR; dallo Stormo dipende anche il distaccamento aeronautico di Jacotenente);
  - il 51º Stormo di Istrana (AMX: attacco e ricognizione);
  - il 313º Gruppo addestramento acrobatico di Rivolto;
- la Squadriglia collegamenti di Linate;
- il comando della base aerea di Aviano;
- la RAMI di Holloman e Moody[non chiaro] (USA).

### Comando Forze per la Mobilità e il Supporto
Il Comando Forze per la Mobilità ed il Supporto (CFMS), costituito il 22 settembre 2014, ha sede presso l'aeroporto "Francesco Baracca" di Roma - Centocelle ed è comandato da un generale di divisione aerea. Ha alle proprie dipendenze i seguenti reparti:
- 14º Stormo
- 15º Stormo
- 16º Stormo Protezione delle forze
- 31º Stormo
- 46ª Brigata aerea
- Comando Aeroporto Capodichino
- Comando Aeroporto Sigonella
- RAMI di Brize Norton

### 1ª Brigata aerea "operazioni speciali"
La 1ª Brigata Aerea "Operazioni Speciali" (1ª BAOS) ha sede presso l'aeroporto militare di Furbara ed ha alle proprie dipendenze i seguenti Stormi:
- 9º Stormo
- 17º Stormo incursori

### 9ª Brigata aerea ISTAR-EW
La 9ª Brigata aerea Intelligence, Surveillance, Target Acquisition and Reconnaissance - Electronic Warfare (ISTAR-EW) istituita il 1º dicembre 2013, ha sede L'aeroporto di Pratica di Mare. Ha alle proprie dipendenze i seguenti reparti di supporto tecnico-operativo. 
- Centro Nazionale di Meteorologia e Climatologia Aerospaziale (CNMCA) - Pratica di Mare;
- Centro informazioni geotopografiche aeronautiche (CIGA) - Pratica di Mare;
- Reparto Supporo Tecnico Operativo Guerra Elettronica (ReSTOGE) - Pratica di Mare.